# Hertog van Douglas
Hertog van Douglas (Engels: Duke of Douglas) is een Schotse adellijke titel. 
De titel hertog van Douglas werd gecreëerd in 1703 door koningin Anna voor Archibald Douglas, 3e markies van Douglas. Aangezien de eerste hertog kinderloos overleed verviel de titel aan de troon.

## Hertog van Douglas(1703)
- Archibald Douglas, 1e hertog van Douglas (1703-1761)